# Мечеть и мавзолей Эмира Баяндура
Мечеть и мавзолей Эмира Баяндура (тур. Emir Bayındır camii ve kümbeti) — мечеть и мавзолей, построенные в 1477—1478 и 1481 годах беком Ак-Коюнлу Эмиром Баяндуром и его женой Шах Селиме-хатун в городе Ахлат.

## История
Мечеть была построена в 1477—1478 годах беком Эмиром Баяндуром ибн Рустамом, в Ахлате, который был дан ему на управление в 1472—1481 году. В 1481 году он восстал против правителя Ак-Коюнлу Султан Ягуба. После смерти его женой Шах Селиме-хатун был построен мавзолей для него.

## Архитектура

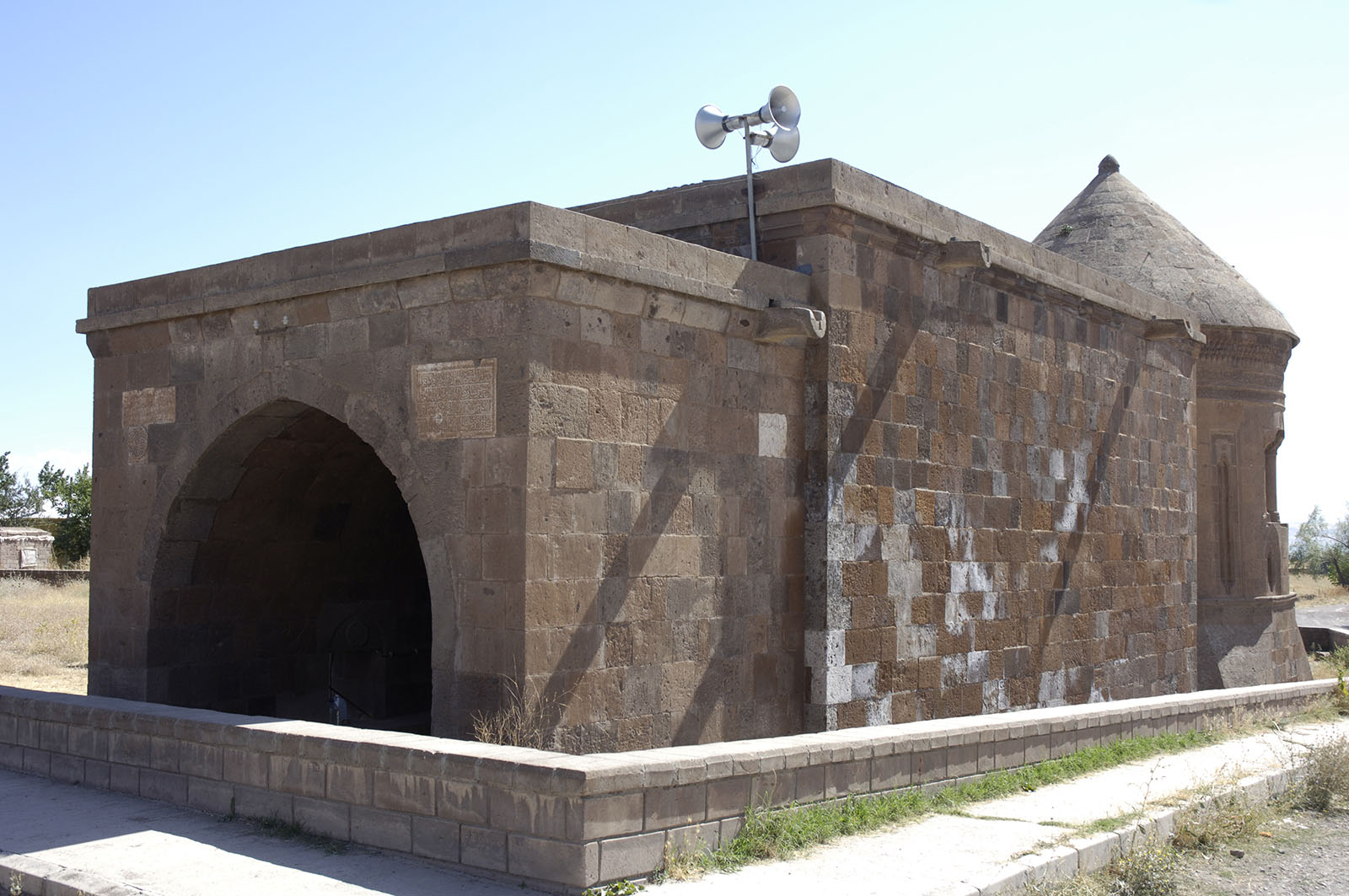
Вход в мечеть

Мечеть, полностью построенная из тесаного камня, имеет прямоугольную форму в плане и перекрыта цилиндрическим сводом. К северу от неё находится уплощенная подготовка айван, несколько смещенная к западу и также перекрытая бочкообразным сводом. Мечеть представляет собой простое сооружение, напоминающее домик из-за купола в направлении киблы. Справа от подготовительного айвана надпись с именем строителя с указанием даты постройки (1477—1478), а слева персидская надпись основания. Имя зодчего известно из фразы «амел-и Баба Джан», написанной на белом камне на боковой стене. Посередине бочкообразного свода имеется ребристая арка, перекрывающая основное пространство. Выступающая наружу ниша полувосьмигранного михраба имеет конус и декор в виде арки бурсы. Единственным украшением интерьера из тесаного камня является окантовка с чёрным мотивом вокруг ниши михраба. Окна по обеим сторонам михраба были открыты позже.
Мавзолей был построен примерно в 2 метрах к югу от мечети. Из-за восьми коротких колонн вокруг него он также известен в народе как «Пальцевый мавзолей». В надписи, окружающей здание с верхней стороны, говорится, что Баяндур-бек умер в ноябре 1481 года, и его жизнь объясняется его титулами. Важнейшей особенностью, отличающей точеное каменное сооружение на квадратном постаменте, преобразованном в двенадцатиугольный корпус со скосом погребального пола, является то, что три четверти корпуса были выполнены полуоткрытыми с арками, несомыми карликовыми колоннами, а в виде балкона с видом на озеро Ахлат (направление киблы). На корпусе имеется конический конус, который изнутри закрыт куполом. Бордюры с геометрическим орнаментом на корпусе. Пояса и ниши обогащают каменную кладку. Наряду с геометрическими и растительными украшениями снаружи, украшения ниши и стен михраба особенно богаты в полуоткрытом интерьере.
Согласно русскому историку архитектуры А. Якобсону, по своей композиции мавзолей Эмира Баяндура относится к тем памятникам «сельджукской» монументальной архитектуры, которые являются прямым воспроизведением форм армянских. Якобсон проводит параллели между данным памятником и армянскими храмами XIII—XIV веков Хоракерт, Сагмосаванк, Нор-Гетик и др..